# Rock Ferry
Rock Ferry är en stadsdel i Birkenhead, i distriktet Wirral, i grevskapet Merseyside, i England. Ward hade 15 333 invånare år 2021. Rock Ferry var en civil parish från 1894 till 1898 då den blev en del av Birkenhead.